# Paraleucopis
Paraleucopis är ett släkte av tvåvingar. Paraleucopis ingår i familjen markflugor.
Kladogram enligt Catalogue of Life:
| Paraleucopis | \| \| Paraleucopis boydensis \| \| \| \| \| \| Paraleucopis corvina \| \| \| \| \| \| Paraleucopis mexicana \| \| \| \| |
|              | \| \| Paraleucopis boydensis \| \| \| \| \| \| Paraleucopis corvina \| \| \| \| \| \| Paraleucopis mexicana \| \| \| \| |
|              | Acrometopia |
|              | |
|              | Anchioleucopis |
|              | |
|              | Anochthiphila |
|              | |
|              | Chaetoleucopis |
|              | |
|              | Chamaemyia |
|              | |
|              | Cremifania |
|              | |
|              | Echinoleucopis |
|              | |
|              | Leucochthiphila |
|              | |
|              | Leucopis |
|              | |
|              | Leucopomyia |
|              | |
|              | Lipoleucopis |
|              | |
|              | Mallochianamyia |
|              | |
|              | Melaleucopis |
|              | |
|              | Melanochthiphila |
|              | |
|              | Neoleucopis |
|              | |
|              | Notochthiphila |
|              | |
|              | Parapamecia |
|              | |
|              | Parochthiphila |
|              | |
|              | Plunomia |
|              | |
|              | Pseudodinia |
|              | |
|              | Pseudoleucopis |
|              | |
|              | Toropamecia |
|              | |
|              | Paraleucopis boydensis                                                                                                  |
|              | |
|              | Paraleucopis corvina |
|              | |
|              | Paraleucopis mexicana                                                                                                   |
|              | |

|  | Paraleucopis boydensis |
|  |                        |
|  | Paraleucopis corvina   |
|  |                        |
|  | Paraleucopis mexicana  |
|  |                        |